# 臭化モリブデン(II)
臭化モリブデン(II)(Molybdenum(II) bromide)は、化学式MoBr2の無機化合物である。黄赤色の結晶である。

## 合成
臭化モリブデン(II)は、塩化モリブデン(II)と臭化リチウムを反応させることで得られる。
または、臭化モリブデン(III)を真空中600℃で加熱し、不均化させることでも得られる。